# Anello Lindblad
L'Anello Lindblad è un grande anello di gas e polvere interstellare situato all'interno del Braccio di Orione, nella Via Lattea; deve il suo nome allo scienziato che per primo ne ipotizzò l'esistenza, l'astronomo svedese Per Olof Lindblad, figlio del famoso astrofisico Bertil Lindblad. All'interno dell'Anello Lindblad è compreso il Sole e buona parte delle stelle visibili a occhio nudo in un cielo stellato.
Secondo alcuni studi, l'Anello Lindblad ha avuto origine circa 50 milioni di anni fa, quando si originarono alcune grandi associazioni OB, oggi in parte dissolte; a quella generazione di stelle appartengono anche due associazioni superstiti, l'Ammasso di Alfa Persei (Mel 20) e Cepheus OB6. L'azione combinata del vento stellare e le esplosioni di supernovae generate dalle stelle più massicce di queste associazioni avrebbero prodotto una potente onda d'urto che avrebbe spazzato via eventuali nubi interstellari, generando così una superbolla del raggio di 200-500 parsec. Il gas si sarebbe così accumulato ai bordi di questa struttura, dove si sarebbero innescati fenomeni di formazione stellare che hanno infine portato alla nascita di molte delle associazioni OB osservabili attorno al Sole, come l'Associazione Scorpius-Centaurus, Orion OB2, Cepheus OB2 e altre ancora, che costituiscono il grande anello di stelle giovani e massicce noto come Cintura di Gould.
Questa nuova generazione di stelle sta a sua volta generando tramite gli stessi processi delle nuove strutture a bolla, che lentamente occupano la grande cavità dell'Anello Lindblad; fra queste vi sono la Bolla Locale, la Bolla di Eridano e la Bolla Loop I.